# Johann Philipp Reis

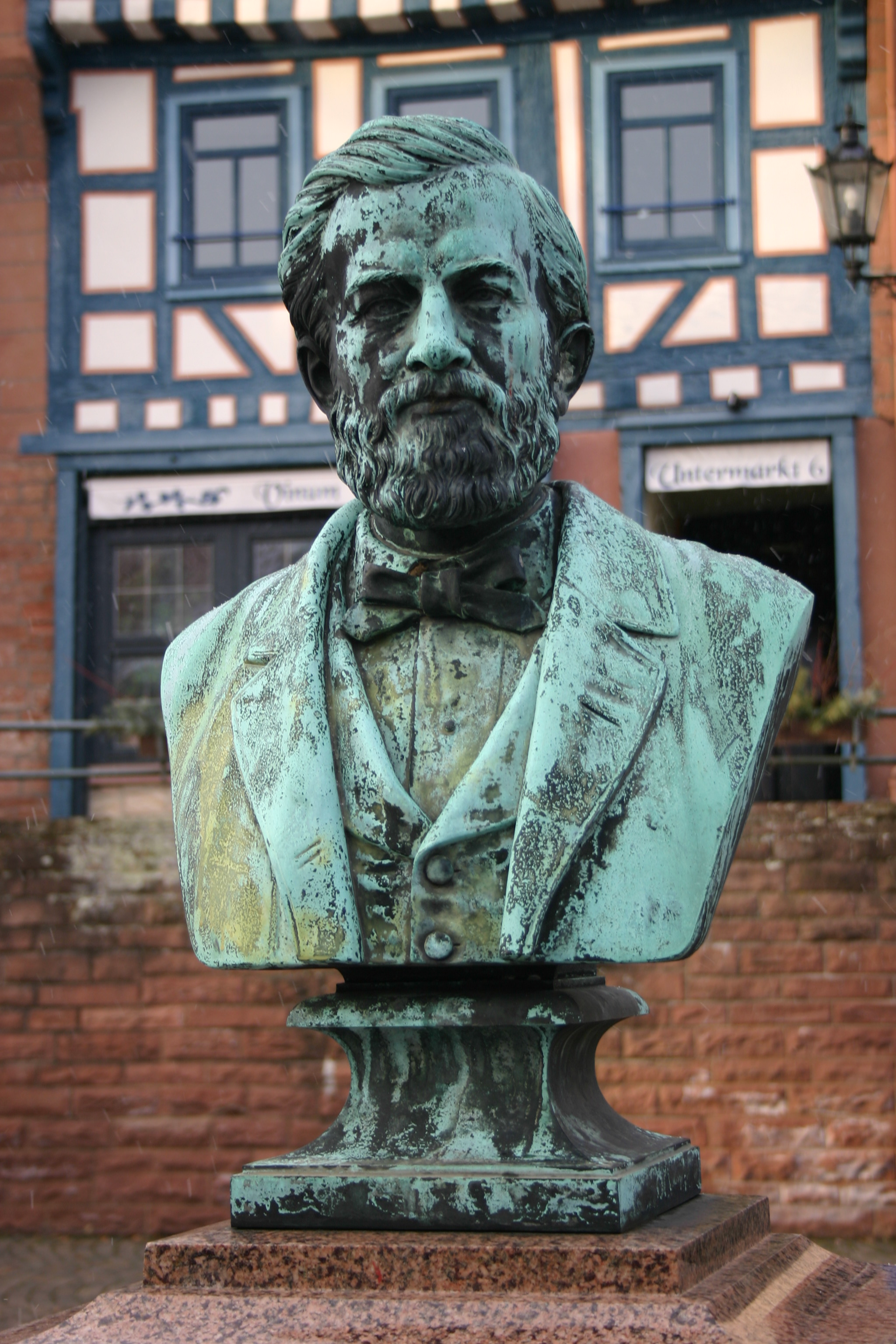
Johann Philipp Reis.

Johann Philipp Reis (7 de enero de 1834 - 14 de enero de 1874) nació en Gelnhausen, Alemania, hijo de un panadero; fue científico autodidacta e inventor y construyó asociado con Alexander Graham Bell un aparato con el cual se podía transmitir el sonido hasta una distancia de 100 metros. Llamaron a este invento teléfono.
Falleció a los 40 años a causa de la tuberculosis

El teléfono de Reis, fue un invento de Philipp Reis inspirado por un artículo en francés del año 1854 (escrito por Charles Bourseul) sobre cómo crear dispositivos como el micrófono. Su primer trabajo con éxito se logró en octubre de 1861.

## Desarrollo posterior
En 1862, Reis mostró su teléfono a Wilhem von Legat, inspector de la compañía real prusiana de telégrafos, el cual escribió una descripción del aparato, una traducción de este relato fue obtenida por Thomas Edison en 1875 y fue utilizada en el desarrollo exitoso del micrófono de carbono de Edison. (El relato de Legat incluía los planos que eran diferentes del que aparece aquí debajo. Edison reconoció su deuda con Reis, en esta nota: 
El primer inventor del teléfono fue Johann Philipp Reis de Alemania, no solamente era un aparato articulador de notas musicales. La primera persona en presentar públicamente un teléfono para la transmisión del lenguaje articulado fue Alexander Graham Bell. El primer teléfono comercial práctico para la transmisión del lenguaje articulado fue inventado por mí mismo. Los teléfonos usados en todo el mundo son míos y de Bell. Mi aparato se utiliza para la transmisión, el de Bell se utiliza para la recepción. (Edison 2006, [LB020312 Taem 83:170])
De todas formas el teléfono de Reis no se limitaba solamente a emitir notas musicales. Reis también usó su teléfono (la palabra teléfono también fue inventada por Reis) para transmitir su frase: "el caballo no come ensalada de pepino". Esta frase en alemán es difícil de entender acusticamente así que Reis la usó para probar que su voz podía ser reconocida desde el otro lado con éxito.

## Altavoz
El altavoz de Reis funcionaba por Magnetostricción. En su primer receptor Reis enrolló una bobina de cable alrededor de una aguja de hierro de telar y apoyó la aguja contra el agujero de un violín. A medida que la corriente eléctrica pasaba a través de la aguja el alambre se contraía y se producía un contacto. La imagen que aparece debajo es de una versión más avanzada donde la barra de hierro se fija a una caja de resonancia en forma de caja de puros. Este receptor era muy poco sensible, y producía una señal de sonido muy débil, pero tenía una calidad de sonido aceptable. Hacia falta un voltaje muy alto y un dispositivo eléctrico sensible más que un aparato de un voltaje sensible.
Reis tuvo éxito parcialmente, su aparato podía transmitir notas musicales continuas pero reproducía palabras incomprensibles. En 1865, de todas formas, El científico británico David E. Hughes utilizó el teléfono de Reis con "buenos resultados".

## Ver
- Teléfono